# Zodarion testaceofasciatum
Zodarion testaceofasciatum là một loài nhện trong họ Zodariidae.
Loài này thuộc chi Zodarion. Zodarion testaceofasciatum được Spassky miêu tả năm 1941.